# Томислав Трайчевски
Томислав Трайчевски (на македонска литературна норма: Томислав Траjчевски) е югославски офицер, генерал-лейтенант от СФРЮ и генерал-полковник от Северна Македония.

## Биография
Роден е на 7 юли 1935 г. в Битоля. Първоначално завършва 4 класа в родния си град. През 1953 г. завършва Школа за активни офицери на Югославската народна армия (ЮНА). Службата си започва като командир на взвод в Щип. Остава на този пост до 1963 г., когато е назначен за офицер в техническа рота в Щип (до 1964). От 1964 до 1965 г. е помощник по тила на дивизион в Битоля. Между 1965 и 1967 г. е командир на артилерийска батарея в Битоля. В периода 1967 – 1969 г. учи във Висшата военна академия на сухопътните войски на ЮНА. През 1971 г. завършва курс за командири на дивизиони. След това до 1971 г. е командир на дивизион в Щип. През 1974 г. завършва Военна школа. В периода 1974 – 1979 г. е командир на артилерийски полк първоначално в Тетово (до 1976), а после и в Скопие (до 1979). От 1979 до 1980 г. е началник на отдел за разузнавателни работи. Между 1980 и 1983 г. е началник-щаб и заедно с това командир на дивизия в Щип. След това до 1986 г. е командир на дивизия пак там. От 1986 до 1987 г. е помощник-командир по тила в Скопие. От 1986 г. член на ЦК на СКМ. В периода 1987 – 1991 г. е командир на 9-и корпус на ЮНА в Книн. Между 1991 и 1992 г. е командир на териториалната отбрана на Социалистическа република Македония. От 1992 до 1993 г. е съветник по военните въпроси на президента на Република Македония Киро Глигоров.

## Военни звания
- Подпоручик (1953)
- Капитан (1960)
- Капитан 1 клас (1963)
- Майор (1969)
- Подполковник (1973)
- Полковник (1978)
- Генерал-майор (1986)
- Генерал-лейтенант (1990)
- Генерал-полковник (1993)

## Награди
- Орден за военни заслуги със сребърни мечове, 1964 година;
- Орден на Народната армия със сребърна звезда, 1970 година;
- Орден за военни заслуги със златни мечове, 1975 година;
- Орден на Народната армия със златна звезда, 1979 година;
- Орден на братството и единството със сребърен венец, 1982 година;
- Орден на Републиката със сребърен венец, 1987 година.